# Cornelius Holland
Cornelius Holland (* 9. Juli 1783 in Sutton, Worcester County, Massachusetts; † 2. Juni 1870 in Canton Point, Maine) war ein US-amerikanischer Politiker. Zwischen 1830 und 1833 vertrat er den Bundesstaat Maine im US-Repräsentantenhaus.

## Werdegang
Cornelius Holland besuchte die öffentlichen Schulen seiner Heimat. Nach einem anschließenden Medizinstudium begann er im Jahr 1814 in Livermore als Arzt zu arbeiten. Im Jahr 1815 zog er nach Canton, wo er ebenfalls als Arzt tätig war. Gleichzeitig arbeitete er auch in der Landwirtschaft und er begann eine politische Laufbahn.
Im Jahr 1819 war Holland Delegierter auf der verfassungsgebenden Versammlung von Maine. Zwischen 1821 und 1822 saß er als Abgeordneter im Repräsentantenhaus von Maine. In den Jahren 1822, 1825 und 1826 gehörte Holland dem Staatssenat an. Zwischen 1826 und 1855 war er auch als Friedensrichter tätig. In den 1820er Jahren schloss sich Holland der Bewegung um Andrew Jackson an, dessen Demokratischer Partei er später beitrat.
Nach dem Rücktritt des Kongressabgeordneten James W. Ripley im Jahr 1830 wurde er bei der fälligen Nachwahl im fünften Wahlbezirk von Maine als dessen Nachfolger in das US-Repräsentantenhaus in Washington, D.C. gewählt. Dort trat er am 6. Dezember 1830 sein neues Mandat an. Nach einer Wiederwahl bei den regulären Wahlen des Jahres 1830 konnte er bis zum 3. März 1833 im Kongress verbleiben. Diese Zeit war von den Diskussionen um die Politik von Präsident Jackson bestimmt. Dabei ging es um die Durchführung des Indian Removal Act, den Konflikt um die Zollpolitik mit dem Staat South Carolina, der zur Nullifikationskrise führte, und um die Bankenpolitik Jacksons.
Nach dem Ende seiner Zeit im Repräsentantenhaus arbeitete Cornelius Holland wieder als Arzt und in der Landwirtschaft. Politisch ist er nicht mehr in Erscheinung getreten. Er starb am 2. Juni 1870 in Canton Point und wurde dort auch beigesetzt.